# خوسيه لويس غارزون
خوسيه لويس غارزون (بالإسبانية: José Luis Garzón)‏ هو لاعب كرة قدم إسباني في مركز الوسط، ولد في 4 أغسطس 1946 في بلنسية في إسبانيا، وتوفي في 17 مارس 2017 في برشلونة في إسبانيا. لعب مع ريال سبورتينغ خيخون.

## وصلات خارجية
- خوسيه لويس غارزون على موقع قاعدة بيانات كرة القدم.إي يو (الإنجليزية)
- خوسيه لويس غارزون على موقع عالم كرة القدم.نت (الإنجليزية)
- خوسيه لويس غارزون على موقع أوليمبيديا (الإنجليزية)